# Muara Air Dua
Muara Air Dua is een bestuurslaag in het regentschap Sarolangun van de provincie Jambi, Indonesië. Muara Air Dua telt 296 inwoners (volkstelling 2010).